# Aalst (Belgie)
Aalst (fr. Alost, niz. Aalst) je město v Belgii na řece Dender 30 kilometrů severozápadně od Bruselu. Je správním centrem jednoho z arrondissementů v provincii Východní Flandry ve Vlámském regionu. Vyznačuje se především obchodováním s chmelem a květinami. Nachází se zde bavlnářský, lnářský a kožedělný průmysl. Město má 81 853 obyvatel (1. 1. 2012). Ve městě se nachází fotbalový klub SC Eendracht Aalst.

## Dějiny
První historická zmínka o městě je z roku 840.
V polovině 12. století započala výstavba městské radnice a z tohoto období se dochovalo několik rukopisů.
Roku 1360 bylo město téměř úplně zničeno požárem, brzy však bylo přestavěno a v 15. století přibyla zvonice v gotickém stylu.
Roku 1667 se během devoluční války města zmocnili Francouzi a jejich nadvláda trvala až do roku 1706.
Během první i druhé světové války bylo město okupováno Němci.

## Zajímavosti
- Kolegiátní kostel sv. Martina (Sint-Martinuskerk) s Rubensovým obrazem sv. Rocha
- Bývalá radnice (Schepenhuis) se zvonicí (belfort), zapsaná roku 1999 do Seznamu světového dědictví UNESCO
- Socha Dirka Martense (1446–1534), prvního knihtiskaře v Nizozemí
- Karneval, konaný každý rok v únoru

## Demografický vývoj
- Zdroj: NIS. Poznámka: údaje z let 1806 až 1970 včetně jsou výsledky sčítání lidu z 31. prosince; od roku 1977 se uvedený počet obyvatel vztahuje k 1. lednu
- 1971: územní změny mezi Aalstem a obcí Erembodegem
- 1977: připojení obcí Baardegem, Erembodegem, Gijzegem, Herdersem, Hofstade, Meldert, Moorsel a Nieuwerkerken

## Osobnosti
- Adolf Daens (1839–1907), kněz a politik
- Franz Cumont (1868–1947), archeolog, historik a filolog
- Louis Paul Boon (1912–1979), spisovatel
- Sabine Appelmans (* 1972), tenistka
- Peter Van Der Heyden (* 1976), fotbalista

## Družba
- Gabrovo, Bulharsko

## Galerie

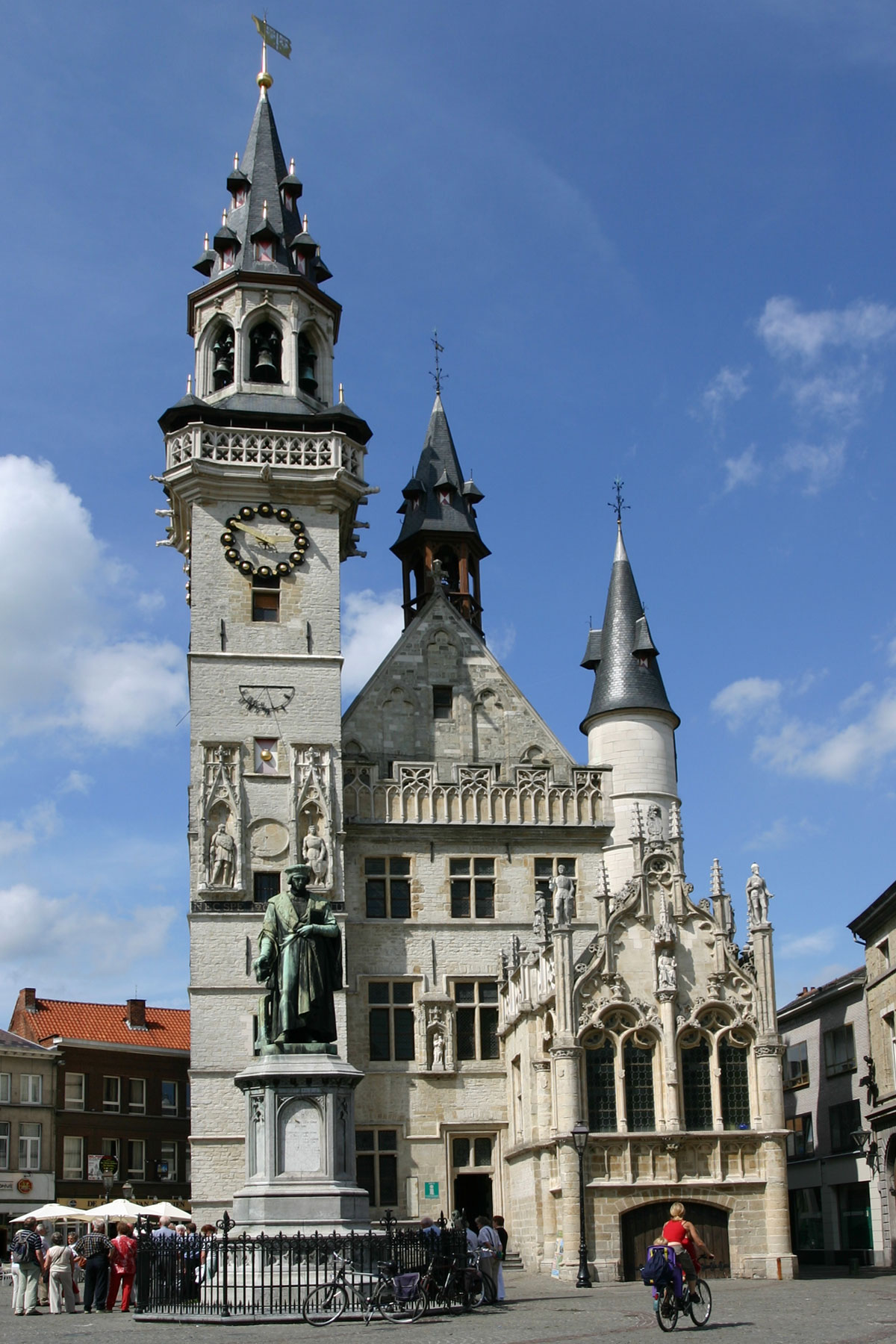
Zvonice (belfort)
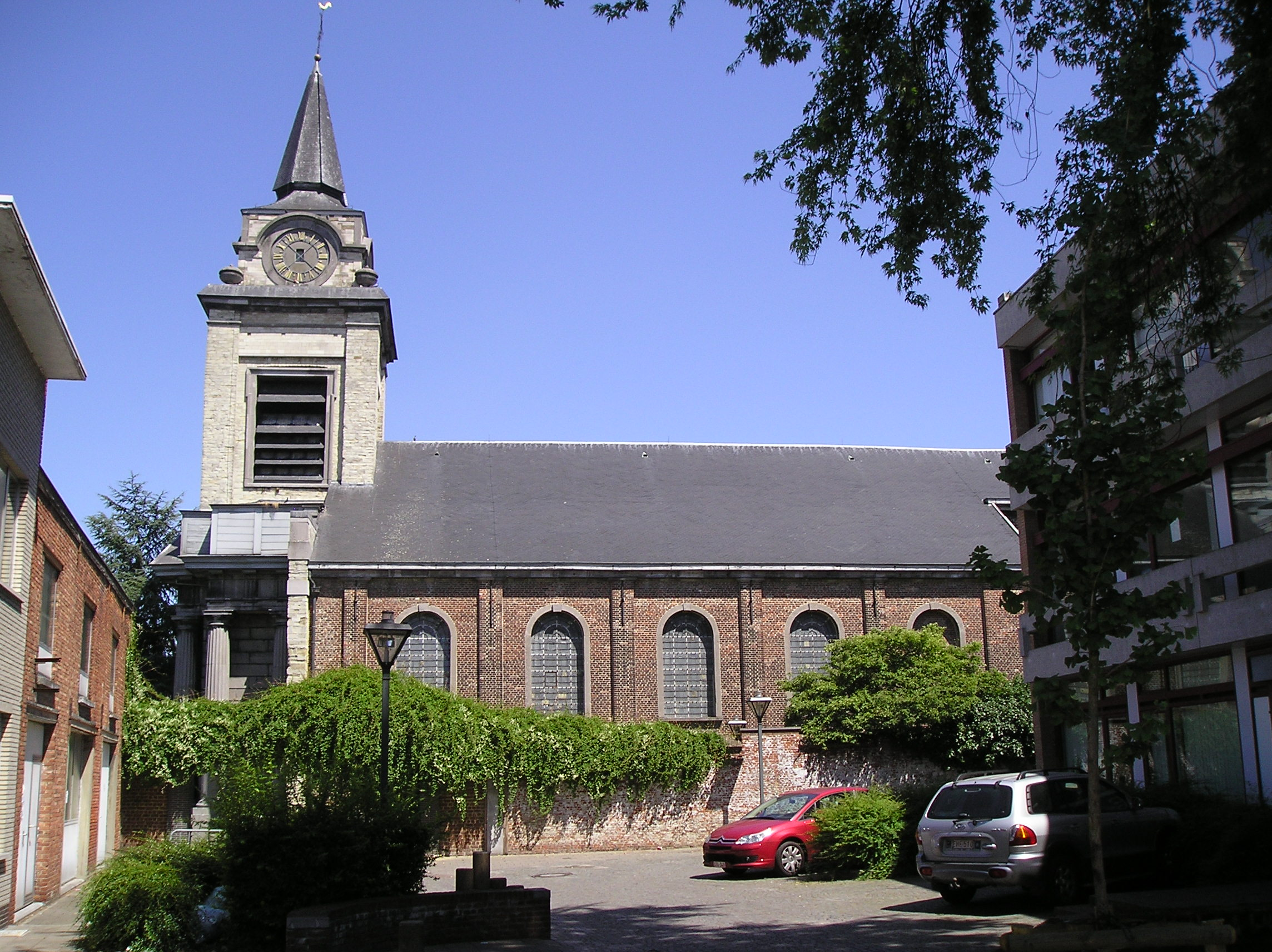
Kostel ve dvoře bekyní